# Neil Hopkins
Neil Edward Hopkins es un actor estadounidense, más conocido por haber interpretado a Liam Pace en la serie Lost.

## Biografía
El 26 de mayo de 2007 se casó con la actriz canadiense Saba Homayoon.

## Carrera
En el 2004 se unió al elenco invitado en la serie Lost donde interpretó al vocalista Liam Pace, el hermano mayor de Charlie Pace (Dominic Monaghan) hasta el 2010. También apareció como invitado en la serie Charmed donde interpretó a Sarpedon, un demonio celeridad que captura ángeles de la guarda para sobrevivir.
Ese mismo año apareció en la serie NCIS donde dio vida al asesino y criminal Jeremy Davison.
En el 2006 apareció como invitado en la serie The 4400 donde interpretó al músico Nick Crowley.
En el 2009 interpretó al ex-adicto a la metanfetamina Brendan McNamara, el hermano del cirujano Sean McNamara (Dylan Walsh) en la serie Nip/Tuck.
En el 2011 dio vida a Claude Crane, el hermano de Claudine, Claudette, Claudija, Claudwina y Claudellen  en la cuarta temporada de la serie True Blood.
En el 2012 apareció como invitado en la serie Grimm donde interpretó a Ian Montgomery Harmon, un Fuchsbau y líder de la Laufer.
En el 2013 apareció como invitado en la serie Witches of East End donde interpretó al brujo Dog, un antiguo novio de Freya Beauchamp (Jenna Dewan-Tatum) que obsesionado con Freya regresa para obligarla a casarse con él pero que cuando ella se niega Doug intenta matarla, finalmente Doug es atrapado en una pintura por Joanna y Wendy Beauchamp para salvar a Freya.

## Filmografía
Series de Televisión
| Año         | Título                                  | Personaje                               | Notas                                             |
| ----------- | --------------------------------------- | --------------------------------------- | ------------------------------------------------- |
| 2020 - 2022 | Stargirl                                | Lawrence «Crusher» Crock / Sportsmaster | 3 temporadas                                      |
| 2013        | Witches of East End                     | Doug                                    | 2 episodios                                       |
| 2013        | Necessary Roughness                     | Jimmy                                   | 2 episodios                                       |
| 2012        | The Mentalist                           | Isaac Goodwin                           | episodio "Cherry Picked"                          |
| 2012        | Leverage                                | James Kanack                            | episodio "The First Contact Job"                  |
| 2012        | Grimm                                   | Ian Harmon                              | episodio "Cat and Mouse"                          |
| 2012        | Bones                                   | Kevin Silver                            | episodio "The Don't in the Do"                    |
| 2011        | Femme Fatales                           | Solomon                                 | episodio "Angel & Demons"                         |
| 2011        | True Blood                              | Claude Crane                            | episodio "She's Not There"                        |
| 2011        | CSI: Miami                              | Steve Raymer                            | episodio "Hunting Ground"                         |
| 2010        | Castle                                  | Ted Carter                              | episodio "Close Encounters of the Murderous Kind" |
| 2004 - 2010 | Lost                                    | Liam Pace                               | 5 episodios                                       |
| 2009        | Nip/Tuck                                | Brendan McNamara                        | episodio "Benny Nilsson"                          |
| 2009        | Crash                                   | Kieran                                  | 2 episodios                                       |
| 2009        | Merrime.com                             | Patrick                                 | -                                                 |
| 2009        | My Name Is Earl                         | Zeke                                    | episodio "Randy's List Item"                      |
| 2008        | CSI: New York                           | Yert Yawallac                           | episodio "The Triangle"                           |
| 2008        | Criminal Minds                          | Angel Maker                             | episodio "The Angel Maker"                        |
| 2008        | The Cleaner                             | Teddy Souplos                           | episodio "Chaos Theory"                           |
| 2008        | Women's Murder Club                     | Andy McCarthy                           | episodio "Father's Day"                           |
| 2008        | Terminator: The Sarah Connor Chronicles | Mr. Harris                              | episodio "Queen's Gambit"                         |
| 2007        | Shark                                   | Garrett Blake                           | episodio "Eye of the Beholder"                    |
| 2007        | Sexy Money                              | Norman Exley                            | episodio "The Lions"                              |
| 2006        | Ghost Whisperer                         | Brandon Roth                            | episodio "The Curse of the Ninth"                 |
| 2006        | The 4400                                | Nick Crowley                            | episodio "The Ballad of Kevin and Tess"           |
| 2006        | Big Love                                | Ken Byington                            | 2 episodios                                       |
| 2005        | CSI: Crime Scene Investigation          | Donny Drummer                           | episodio "4x4"                                    |
| 2005        | Point Pleasant                          | Preston Hodges                          | episodio "Who's Your Daddy?"                      |
| 2004        | NCIS                                    | Jeremy Davison                          | episodio "Forced Entry"                           |
| 2004        | Charmed                                 | Sarpedon                                | episodio "Someone to Witch Over Me"               |
| 2003        | Dragnet                                 | -                                       | episodio "The Magic Bullet"                       |
| 2003        | Crossing Jordan                         | Lester Corrigan                         | episodio "Sunset Division"                        |
| 2002        | Birds of Prey                           | Especialista                            | episodio "Nature of the Beast"                    |

Películas
| Año  | Título  | Personaje | Notas                                       |
| ---- | ------- | --------- | ------------------------------------------- |
| 2013 | The Key | Neil      | corto - junto a Saba Homayoon & John Forest |

Director, Escritor, Productor, Editor & Cinematógrafo
| Año  | Título         | Notas                                                         |
| ---- | -------------- | ------------------------------------------------------------- |
| 2013 | The Key        | corto - producto ejecutivo                                    |
| 2013 | Detour         | co-productor                                                  |
| 2011 | Hipster Detail | corto - director, escritor, productor, editor & cinematógrafo |
| 2008 | Hit Factor     | corto - productor & escritor                                  |

## Premios y nominaciones
| Año  | Categoría            | Premio                                | Película/Obra | Resultado |
| ---- | -------------------- | ------------------------------------- | ------------- | --------- |
| 2008 | Best Ensemble Acting | Independent Television Festival Award | Hit Factor    | Ganó      |
| 2008 | Best Writing         | Independent Television Festival Award | Hit Factor    | Ganó      |
| 2008 | Best Drama           | New York Television Festival Award    | Hit Factor    | Ganó      |
| 2007 | Best Performance     | Edwood FilmFest Award                 | Walkentalk    | Ganó      |